# Eclipsa de Soare din 11 august 2018

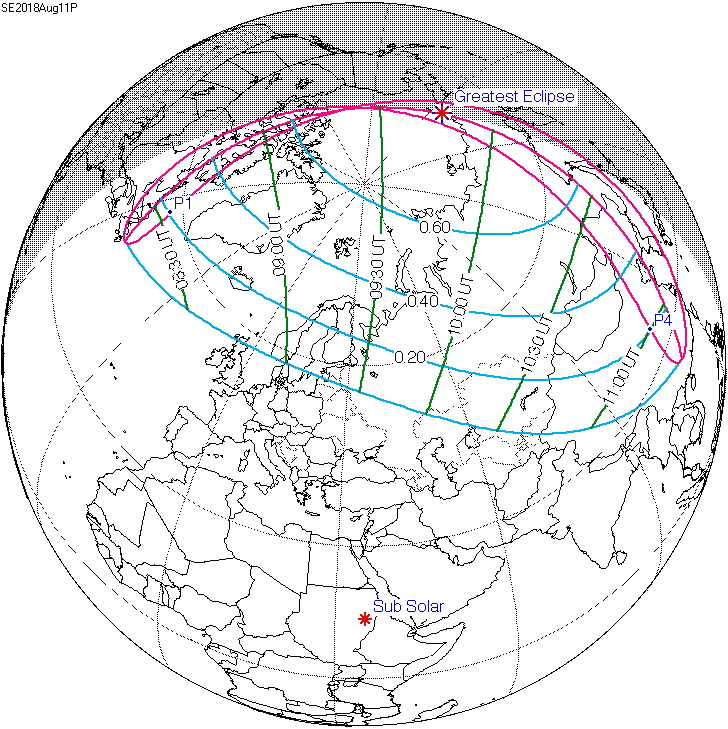
Harta eclipsei generale

Eclipsa de Soare din 11 august 2018 a fost a 13-a eclipsă parțială din secolul al XXI-lea. Face parte din seria Saros 155.
De la eclipsă au trecut 6 ani, 227 zile.

## Zone de vizibilitate

Hartă animată a eclipsei din 11 august 2018.

Eclipsa a fost vizibilă din Nord-Estul Canadei, Groenlanda, Islanda, Oceanul Arctic, Scandinavia, Nordul Insulelor Britanice, Federația Rusă, Nordul și Estul Asiei.